# San Pedro y san Pablo (El Greco, Hermitage)
San Pedro y san Pablo, o Los apóstoles Pedro y Pablo es la temática de dos cuadros del Greco, uno de ellos actualmente en el Museo del Hermitage, y el otro en el Museo Nacional de Suecia.

## Introducción
Según el profesor e historiador del arte Harold Wethey, han llegado hasta nuestros días tres obras del Greco, sobre esta temática, que conforman dos tipologías distintas. El lienzo San Pedro y San Pablo (El Greco, MNAC) conforma el Tipo-I, mientras que las otras dos pinturas integran el Tipo-II, y se distinguen por las siguientes características:
1. San Pablo apoya su mano izquierda sobre un libro.
2. Los dos apóstoles están representados delante de un fondo neutro, con un elemento vertical.[1]

Los dos apóstoles representados, Pedro, a quien le identifica el rasgo propio en su iconografía, la llave en su mano izquierda, y Pablo, quien sujeta un libro abierto, como señal de sus cartas escritas a las comunidades cristianas, se encuentran separados por un elemento arquitectónico rectangular, tal vez una columna. Ambos manifiestan un estado anímico diferente, más pasivo en Pedro, más dinámico en Pablo, mostrando un estudio psicológico por parte del pintor hacia los protagonistas del lienzo.

## Análisis de las obras

### Versión del Museo del Hermitage

#### Datos técnicos y registrales
- San Petersburgo, Museo del Hermitage, Inventory Number: ГЭ-390;[3]
- Pintura al óleo sobre lienzo;
- Dimensiones: 121 x 105 cm, según Wethey (121,5 x 105 cm, según el Museo);
- Fecha de realización: 1610 ca,. según Wethey (entre 1587 y 1592, según el Museo);
- Consta en el catálogo razonado de Wethey con la referencia 278 y por Tiziana Frati le asigna el nº.136-b;[4]
- Restos de una firma, con letras griegas en cursiva, en el borde del libro cerrado: δομήνικος θεοτοκóπουλος ε'ποíει.[5]

#### Descripción de la obra
La antigua Unión Soviética emitió un sello con la imagen de este cuadro.
San Pablo, con barba negra, porta un manto rojizo-anaranjado, y señala una inscripción del libro abierto con el dedo índice de su mano izquierda. San Pedro, con barba blanca, lleva paños amarillos que son verdes en las sombras, procedimiento característico de las obras tardías del maestro cretense.

#### Procedencia
1. General P. P. Durnowo, Leningrado;
2. Adquirido por el Museo en 1911.[8]

### Versión del Museo Nacional de Suecia

Versión del Museo Nacional de Suecia

#### Datos técnicos y registrales

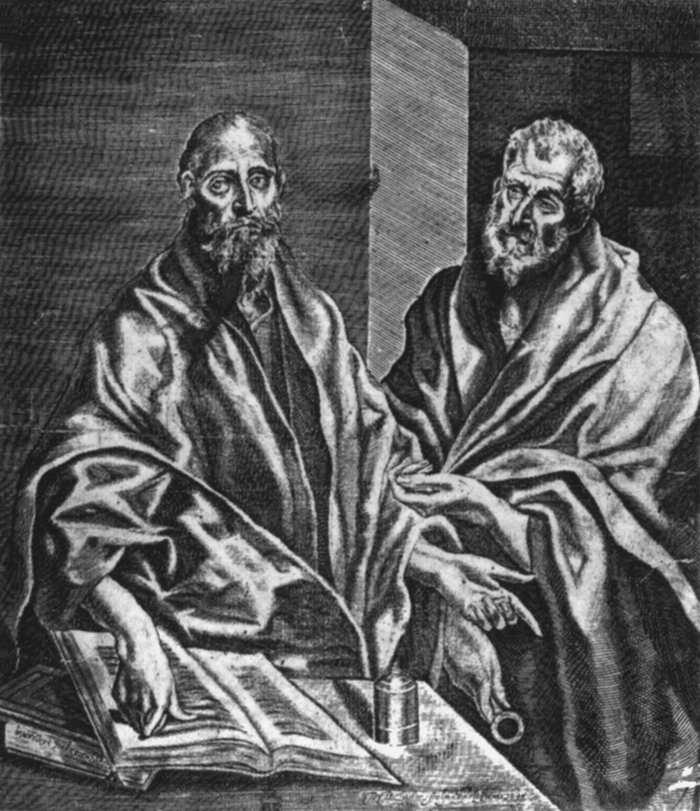
Grabado de Diego de Astor.

- Estocolmo, Museo Nacional de Suecia, Inventory No.NM 3077;[9]
- Pintura al óleo sobre lienzo;
- Dimensiones: 123 x 92 cm, según Wethey (124 x 93,5 cm, según el Museo);
- Fecha de realización: 1605-1608 ca.;
- Consta en el catálogo razonado de Wethey con la referencia 277, y Tiziana Frati le asigna el nº.136-a;[4]

#### Descripción de la obra
No está datado, pero un grabado de Diego de Astor de 1608 proporciona una fecha ante quem. En el mencionado grabado aparece la firma δομήνικος θεοτοκóπουλος sobre los bordes de la página del libro cerrado, lo cual indica que el lienzo del Greco fue recortado en el lado derecho. La mesa marrón y el libro abierto fueron algo repintados, y se repararon algunas roturas de los paños y de la mano derecha de San Pablo.

#### Procedencia
1. Vizcondesa de San Javier, Madrid;
2. Marqués de Perinat, Madrid.[10]